# Villaverde de Medina
Villaverde de Medina är en kommun i Spanien.   Den ligger i provinsen Provincia de Valladolid och regionen Kastilien och Leon, i den centrala delen av landet, 150 km nordväst om huvudstaden Madrid. Antalet invånare är 535.